# Championnats du monde d'escrime 1994
Navigation
Édition précédente Édition suivante
Les championnats du monde 1994 se sont déroulés à Athènes en Grèce. Ce sont les quarante-troisièmes championnats du monde d’escrime.

## Médaillés
| Épreuves           | Or                                                                                        | Argent                                                                                 | Bronze                                                                                    |
| ------------------ | ----------------------------------------------------------------------------------------- | -------------------------------------------------------------------------------------- | ----------------------------------------------------------------------------------------- |
| Épée               |                                                                                           |                                                                                        |                                                                                           |
| Hommes individuel  | Pavel Kolobkov                                                                            | Olivier Jacquet                                                                        | Arnd Schmitt Jean-Michel Henry                                                            |
| Hommes par équipes | France- Éric Srecki - Robert Leroux - Jean-Michel Henry - Hervé Faget                     | Allemagne- Michael Flegler - Arnd Schmitt - Elmar Borrmann - Mariusz Strzałka          | Corée du Sud- Lee Sang-ki - Lee Sang-yeop - Yoon Won-jin                                  |
| Femmes individuel  | Laura Chiesa                                                                              | Katja Nass                                                                             | Minna Lehtola Corinna Panzeri                                                             |
| Femmes par équipes | Espagne- Taymi Chappé - Rosa María Castillejo - Carmen Ruíz Hervías - Cristina Vargas     | Hongrie- Gyöngyi Szalay - Adrienn Hormay - Mariann Horváth - Hajnalka Kiraly           | Pologne- Dominika Butkiewicz - Dorota Słomińska - Magdalena Jeziorowska - Joanna Jakimiuk |
| Fleuret            |                                                                                           |                                                                                        |                                                                                           |
| Hommes individuel  | Rolando Tucker                                                                            | Alessandro Puccini                                                                     | Thorsten Weidner Oscar García                                                             |
| Hommes par équipes | Italie- Marco Arpino - Andrea Borella - Stefano Cerioni - Alessandro Puccini              | Allemagne- Thorsten Weidner - Uwe Römer - Udo Wagner - Alexander Koch                  | Chine- Ye Chong - Dong Zhaozhi - Wang Haibin - Wang Lihong                                |
| Femmes individuel  | Reka Zsofia Lazăr-Szabo                                                                   | Valentina Vezzali                                                                      | Francesca Bortolozzi Laurence Modaine                                                     |
| Femmes par équipes | Roumanie- Claudia Grigorescu - Reka Zsofia Lazăr-Szabo - Laura Badea - Elisabeta Tufan    | Italie- Giovanna Trillini - Valentina Vezzali - Diana Bianchedi - Francesca Bortolozzi | Hongrie- Gabriella Lantos - Aida Mohamed - Zsuzsanna Jánosi-Németh - Ildikó Mincza        |
| Sabre              |                                                                                           |                                                                                        |                                                                                           |
| Hommes individuel  | Felix Becker                                                                              | Stanislav Pozdniakov                                                                   | Grigori Kirienko Bence Szabó                                                              |
| Hommes par équipes | Russie- Stanislav Pozdniakov - Aleksey Yermolayev - Grigori Kirienko - Aleksandr Chirchov | Hongrie- Bence Szabó - József Navarrete - György Boros - Csaba Köves                   | Roumanie- Vilmoș Szabo - Daniel Grigore - Florin Lupeică - Victor Gaureanu                |

## Tableau des médailles
| Rang | Nation       | Or | Argent | Bronze | Total |
| ---- | ------------ | -- | ------ | ------ | ----- |
| 1    | Italie       | 2  | 3      | 2      | 7     |
| 2    | Russie       | 2  | 1      | 1      | 4     |
| 3    | Roumanie     | 2  | 0      | 1      | 3     |
| 4    | Allemagne    | 1  | 3      | 2      | 6     |
| 5    | France       | 1  | 0      | 2      | 3     |
| 6    | Cuba         | 1  | 0      | 1      | 2     |
| 7    | Espagne      | 1  | 0      | 0      | 1     |
| 8    | Hongrie      | 0  | 2      | 2      | 4     |
| 9    | Suisse       | 0  | 1      | 0      | 1     |
| 10   | Chine        | 0  | 0      | 1      | 1     |
| .    | Corée du Sud | 0  | 0      | 1      | 1     |
| .    | Pologne      | 0  | 0      | 1      | 1     |
| .    | Finlande     | 0  | 0      | 1      | 1     |